# Нильсен, Джимми
Джимми Нильсен (дат. Jimmy Nielsen; род. 6 августа 1977, Ольборг, Дания) — датский футболист, вратарь, известный по выступлениям за «Ольборг» и «Спортинг Канзас-Сити».

## Клубная карьера
Воспитанник клуба «Ольборг». В 1994 году талантливого вратаря пригласили в Англию скауты «Миллоулла». За свой первый профессиональный клуб Джимми так и не дебютировал. Он не смог выиграть конкуренцию за место в основе и через год вернулся в родную команду. Дебют за основной состав «Ольборга» состоялся в 1996 году. В сезоне 1998/99 Нильсен помог клубу выиграть датскую Суперлигу. В 1998 году Джимми был признан лучшим вратарём Дании, причём он является единственным голкипером получавшим эту награду и ни разу не выступавшим за сборную своей страны. В 2004 году он получил этот титул во второй раз. За «Ольборг» Нильсен провёл 12 сезонов и сыграл почти 400 матчей.
4 июня 2007 года Джимми подписал контракт с «Лестер Сити». В новом клубе он стал сменщиком Мартона Фюлёпа и решил покинуть команду в зимнее трансферное окно. 22 января 2008 года Нильсен подписал контракт на два с половиной года с клубом «Вайле».
15 февраля 2010 года Джимми подписал контракт с клубом MLS «Канзас-Сити Уизардс». После того как «Вайле» вылетел из датской Суперлиги, Нильсен хотел завершить карьеру, но, поговорив с тренером «Канзас-Сити» Питером Вермесом, решил перебраться в США. 27 февраля в матче стартового тура сезона 2010 против «Ди Си Юнайтед» Нильсен дебютировал за «Канзас-Сити Уизардс». 15 декабря Джимми продлил контракт с клубом, переименованным в «Спортинг Канзас-Сити», на один год. В 2010 году также он впервые принял участие в Матче всех звёзд MLS против «Манчестер Юнайтед». В 2011 году Нильсен получил титул самого ценного футболиста команды по итогам сезона. В том же году руководство клуба продлило с ним контракт до 2013 года с возможностью дальнейшего пролонгирования до 2014 года. В 2012 году Джимми был признан лучшим вратарём MLS и был включён в символическую сборную MLS, а также помог «Спортингу» завоевать Кубок Ламара Ханта. В том же году он во второй раз принял участие в Матче всех звёзд MLS против «Челси».
9 декабря 2013 года, через два дня после победы в Кубке MLS 2013, Нильсен заявил о завершении своей 19-летней карьеры футболиста.

## Международная карьера
В 1997 году Нильсен дебютировал за молодёжную сборную Дании. После того как он с товарищами по национальной команде Алланом Йепсеном и Петером Дегном посетил казино во время сбора, их исключили из сборной, запрет действовал несколько лет, а Нильсен получил прозвище «Джимми-казино».

## Тренерская карьера
20 декабря 2013 года Нильсен был назначен главным тренером новообразованного клуба USL «ОКС Энерджи». «Энерджи» выходил в плей-офф Кубка USL в каждом из трёх сезонов под его руководством и в двух из них доходил до финала Западной конференции. 16 ноября 2017 года Нильсен покинул «ОКС Энерджи» по обоюдному согласию сторон.
5 сентября 2018 года Нильсен был назначен главным тренером новообразованного клуба USL «Хартфорд Атлетик». В сезоне 2019 клуб с показателем 8 выигрышей, 21 проигрыш и 5 ничей занял 17-е место в Восточной конференции и не смог выйти в плей-офф. 27 октября 2019 года Нильсен и «Хартфорд Атлетик» расстались по взаимному согласию сторон.
13 января 2022 года Нильсен вошёл в штаб нового главного тренера клуба MLS «Хьюстон Динамо» Пауло Нагамуры в качестве ассистента. 5 сентября «Хьюстон Динамо» уволил Нагамуру и его ассистентов.

## Личная жизнь
В январе 2017 года вышел документальный фильм Лассе Лоренцена и Стеффена Нимана «Белая пума» (англ. The White Puma) о датском вратаре.

## Достижения
Командные
«Ольборг»
- Чемпион Дании: 1998/99

«Спортинг Канзас-Сити»
- Чемпион MLS: 2013
- Обладатель Кубка Ламара Ханта: 2012

Индивидуальные
- Лучший вратарь Дании: 1998, 2004
- Вратарь года в MLS: 2012
- Член символической сборной MLS: 2012
- Участник Матча всех звёзд MLS: 2010, 2012